# NGC 4323
NGC 4323 is een lensvormig sterrenstelsel in het sterrenbeeld Hoofdhaar. Het hemelobject ligt ongeveer 52,5 miljoen lichtjaar van de Aarde verwijderd en werd in 1882 ontdekt door de Duitse astronoom Ernst Wilhelm Leberecht Tempel.

## Synoniemen
- MCG 3-32-16
- ZWG 99.31
- VCC 608
- PGC 40171